# Patacão
Patacão (pataca): 
- pierwsza portugalska moneta miedziana o wartości 10 reis, bita od ok. 1550 r.
- hiszpańskie peso kontrasygnowane w Brazylii w latach 1643–1834.